# Sydower Fließ
Sydower Fließ là một đô thị ở the huyện Barnim trong Brandenburg in Đức. Đô thị này có diện tích 32,31 km², dân số thời điểm ngày 31 tháng 12 năm 2006 là 899 người.